# Okondo
Oquendo (Basque: Okondo) là một đô thị trong tỉnh Álava, thuộc Xứ Basque, phía bắc Tây Ban Nha.